# Sztag

Przykładowy schemat olinowania stałego na jachcie żaglowym z masztem trójdzielonym w przekroju wzdłuż diametralnej jednostki.
1. topsztag
2. stensztag
3. sztag
4. achtersztag
5. stenbaksztag
6. baksztag
7. jumpsaling
8. jumpsztag
9. stensaling
10. saling

Sztagi – liny olinowania stałego stabilizujące omasztowanie w płaszczyźnie symetrii jednostki pływającej. Biegną od masztu do sztagowników mocowanych w pokładzie lub do innych drzewc. Na dawnych żaglowcach sztagi były najgrubszymi linami roślinnymi, dziś zazwyczaj są to liny plecione ze stalowych drutów. Na sztagach mogą być rozpięte również żagle, które nazywa się sztakslami. W zależności od miejsca mocowania występują: sztagi dziobowe, sztagi międzymasztowe, achtersztagi, baksztagi oraz sztagi drzewc pomocniczych.
Sztagi dawniej były wykonane z lin konopnych lub innych naturalnych włókien. W późniejszym okresie zaczęto stosować ocynkowaną linę stalową, która była bardziej wytrzymała i odporna na warunki morskie. Obecnie najczęściej stosowane są sztagi wykonane ze stali nierdzewnej, a w luksusowych i sportowych jednostakach także utrawytrzymałe sztagi wykonane z pręta węglowego lub polietylenu.

## Sztagi dziobowe
Mocowane do masztu i biegnące ku pokładowi w kierunku dziobu jednostki. Utrzymują maszt i zapobiegają jego przechyleniu w kierunku rufy. W zależności od wielkości jednostki i skomplikowania takielunku mogą występować pojedynczo lub wielokrotnie. I tak w drugim przypadku i w zależności od miejsca mocowania sztagu w maszcie można wyróżnić np. (od najbliższego masztu): sztag, stensztag, forsztag. Stensztag biegnie od stengi masztu. W przypadku gdy w jednym miejscu na pokładzie mocowane są dwa sztagi ten bliżej dziobu dostaje przedrostek for (forsztag). Niekiedy można spotkać również baby-sztag w układzie z pojedynczymi wantami kolumnowymi. Można wyróżnić kilka koncepcji zastosowania sztagów:
- sztag sztywny – powszechnie często stosowany na jachtach turystycznych. Stanowi aluminiowy profil, przez który przebiega stalowa lina przenosząca obciążenie i wyposażony w likszparę do mocowania sztaksla. Umożliwia szybkie i wygodne stawianie i opuszczanie żagla poprzez nawijanie go na sztag tzw. rolfok.
- sztag wybierany – niekiedy spotykany na małych jednostkach śródlądowych. Poprzez system bloków i fału daje możliwość regulacji napięcia bezpośrednio z kokpitu podczas żeglugi. Umożliwia dostosowanie pochylenia masztu oraz jego ewentualne złożenie.
- jumpsztag – biegnie od topu masztu i rozparty o jumpsaling wraca w kierunku masztu. Służy do stabilizacji stengi.

## Sztagi międzymasztowe
Przebiegają pomiędzy sąsiednimi masztami np. od topu bezanmasztu do kolumny grotmasztu (bezansztag). Niekiedy mogą być prowadzone w kierunku poprzedniego masztu. Zasady nazewnictwa obowiązują takie same jak w przypadku sztagów dziobowych.

## Achtersztag
Inaczej aftersztag. Usztywnia maszt i zapobiega jego pochyleniu w  kierunku dziobu. Biegnie od topu masztu do mocowania w okolicy pawęży. Najczęściej występuje pojedynczo i umieszczony jest wzdłuż diametralnej jednostki. Rzadziej podwójnie, wtedy każdy z achtersztagów mocowany jest na jednej z burt.

## Baksztagi
Przebiegają od topu masztu do okuć w pokładzie mocowanych na burtach na odcinku między rufą a masztem. Dokładne położenie okuć zależy od konstrukcji jednostki. Baksztagi występują parami, niekiedy w większej ilości. Baksztagami zazwyczaj pracuje się podczas żeglugi wybierając nawietrzny, a luzując zawietrzny. Baksztagi stosowane są zawsze przy ożaglowaniu gaflowym, gdzie gafel uniemożliwia zamocowanie achtersztagu, rzadziej spotykane przy ożaglowaniu bermudzkim.

## Sztagi drzewc pomocniczych
Elementy olinowania stałego służące do stabilizacji takich elementów jak bukszpryt czy wystrzał. Można do nich zaliczyć: watersztag, waterbaksztaag, achterwatersztag oraz achterwaterbaksztag.
- watersztag – biegnie od noku bukszprytu do stewy dziobowej jednostki. Przeciwdziała siłom unoszącym bukszpryt do góry. Niekiedy watersztag wykonany jest z łańcucha i w przypadku dużych jednostek zwielokrotniony. Może być rozparty delfiniakiem zwanym na żaglowcach strzałą Marcina.
- waterbaksztag – przebiega od noku bukszprytu do wykuszy (blindgafli) na burtach jednostki. Występuje parami i przeciwdziała siłom odchylającym bukszpryt od diametralnej.
- achterwatersztag – pełni taką samą rolę jak watersztag lecz w przypadku wystrzału. Łączy jego nok ze stewą rufową.
- achterwaterbaksztag – pełni taką samą rolę jak waterbaksztag lecz w przypadku wystrzału. Łączy jego nok z burtami.